# Уинту
Уинту на английски: Wintu е Калифорнийско индианско племе, живяло в горната част на долината на Сакраменто, от Солт Крийк и Котънууд Крийк, на север до река Маклауд и горната част на река Тринити. На изток границата с ачомавите и яна минавала по Скуоу Крийк. Езикът им, заедно с езиците на номлаките и патвин са класифицирани в малкото Езиково семейство Уинту, включено в Пенутийските езици.

## Култура
Живели на големи семейни групи в постоянни села от 70 до 150 души ръководени от вождове. Позицията на вожда или по-точно на водача била теоретически наследствена, предавана от баща на най-големия син. Вождът трябвало да бъде добър певец и танцьор, да има дар слово и да е харесван от всички. Строели селата си в речните долини. Едно село се състояло от куполовидни колиби от дървени пръти покрити с кора. Използвали и колиба за потене. Имало и една голяма постройка подобна на домовете, която се използвала за церемониални и социални цели. Имало и отделна постройка за жените по време на месечния цикъл. Основна социална единица било семейството, а основна икономическа, социална и политическа единица било селото. Дрехите си изработвали от кожите на елен, заек и лисица. Изработвали кошници с различно предназначение. Основна храна били жълъдите, сьомгата и дивеча, главно елени.

## Подразделения
Първоначално племето се състои от 9 групи или подплемена, които са идентифицирани по името на обитаваната от тях област:
- Номсу – в горната част на долината на Тринити
- Уенемем – Маклауд
- Дауном – Балд Хилс
- Даупом – Стийлуотър
- Елпом – Кисуик
- Норелмак – Хайфорк
- Клабалпом – Френч Гълч
- Номтипом – в горната част на долината на Сакараменто
- Уаймак – в горната част на река Маклауд[1]

## Население
Според предварителните оценки на населението преди контакта с европейците племето наброява между 3000 и 5000 души.

## История
За първи път срещат бели мъже през 1826 г. и 1827 г., когато експедициите на Джедидая Смит и Питър Скайни Огдън посещават района. Между 1830 г. и 1833 г. много хора от племето умират от малария донесена от трапери от Орегон. Смята се, че тази епидемия погубва около 75 от населението в горната и централна част на долината на Сакраменто. В годините след епидемията потокът от бели заселници се увеличава главоломно. За кратко време заселниците и миньорите унищожават природните ресурси и много уинту се принуждават да работят в мините, за да се изхранват. През 1846 г. американска войска водена от Джон Фримонт и Кит Карсън убива 175 уинту и яна. Това масово клане е последвано и от други в следващите години.